# Petaurillus
Petaurillus es un género de roedores esciuromorfos de la familia Sciuridae conocidos vulgarmente como ardillas voladoras pigmeas. Son propias de Borneo y la península de Malaca.

## Especies
Se reconocen las siguientes especies:
- Petaurillus emiliae Thomas, 1908
- Petaurillus hosei (Thomas, 1900)
- Petaurillus kinlochii (Robinson y Kloss, 1911)